# Chu X-PO
Chu X-PO, còn gọi là Chu (AFAMF) X-PO, là một mẫu thử máy bay tiêm kích của Trung Quốc vào cuối Chiến tranh thế giới II.

## Quốc gia sử dụng
Đài Loan

## Tính năng kỹ chiến thuật (Chu X-PO)
Dữ liệu lấy từ 
Đặc điểm tổng quát
- Kíp lái: 1
- Chiều dài: 8.8 m (28 ft 10½ in)
- Sải cánh: 11.4 m (37 ft 5 in)
- Chiều cao: 3.7 m (12 ft 2 in)
- Diện tích cánh: 22 m2 (236.8 ft2)
- Trọng lượng có tải: 2.990 kg (6.592 lb)
- Powerplant: 1 × Pratt & Whitney R-1830-S1C3-G "Twin Wasp", 894 kW (1,200 hp)

Hiệu suất bay
- Vận tốc cực đại: 504 km/h (313 mph)
- Vận tốc hành trình: 450 km/h (280 mph)
- Tầm bay: 1.400 km (870 dặm)
- Trần bay: 9.850 m (32.316 ft)

Vũ khí trang bị
- 4 x pháo 20 mm Hispano-Suiza
- 2 x bom hoặc ngư lôi